# Abdul Ali Mazari
Abdul Ali Mazari (5 de junho de 1946 - 13 de março de 1995) foi um político e líder étnico hazara do Hezbe Wahdat durante e após a Guerra Soviético-Afegã, que defendia um sistema federal de governança no Afeganistão.  Ele teria sido capturado e assassinado pelo Talibã durante as negociações em 1995, e recebeu postumamente o título de "Mártir da Unidade Nacional do Afeganistão" em 2016 pela República Islâmica do Afeganistão.